# Godless: The Eastfield Exorcism
Godless: The Eastfield Exorcism (també coneguda com In God's Care) és una pel·lícula de terror australiana de 2023 dirigida per Nick Kozakis i escrita per Alexander Angliss-Wilson. És protagonitzat per Georgia Eyers, Dan Ewing, Tim Pocock, Rosie Traynor i Eliza Matengu.
Godless: The Eastfield Exorcism es va estrenar a les Filipines el 8 de març de 2023,abans de tenir la seva estrena mundial a l'Overlook Film Festival de 2023. Va ser llançat en vídeo sota demanda (VOD) i plataformes digitals a Amèrica del Nord el 6 d'abril de 2023 i va rebre ressenyes positives per part de la crítica.

## Argument
La història es basa lliurement en el fallit exorcisme de Joan Vollmer en 1993 a Anvers, Victoria.

## Repartiment
- Georgia Eyers com a Lara[9]
- Dan Ewing com a Ron Levonde[9][10]
- Tim Pocock com a Daniel[9]
- Rosie Traynor com a Barbara[9]
- Eliza Matengu com a Dr. Marsa Walsh[9]
- John Wood com a Detective Chambers[11]
- Ella Bourne com a Allie Johnston[11]
- Sunny S. Liston com a Lance[11]
- Carlia Capozza com a Officer Kim Jones[11]
- Hugh Sexton com a lampista[11]

## Repartiment addicional
- Alexander Angliss-Wilson com a afligit #1[11]
- Suzie Batch com a Membre del grup bíblic #3[11]
- Elizabeth Bennett com a membre de l'església #6[11]
- Dylan Bunn com a el noi[11]
- Leanne Campbell com a membre de l'església #2[11]
- Barbara Davies com a Membre del grup bíblic #1[11]
- Andy De Ross com a Dimoni[11]
- Vance Dickie com a Membre del grup bíblic #4[11]
- Joe Dintini com a policia[11]
- Madeline Claire French com a Olivia[11]
- Kerry Glennon com a observador d'accidents de cotxe[11]
- Tashkin Hassan com a home de mobles #1[11]
- Tekin Hassan com a home de mobles #2[11]
- Mary Hill com a membre de l'església #3[11]
- Matthew James Hoskin com a Car Crash Onlooker[11]
- Natasha Kaminsky com a policia[11]
- Sophia Laidlaw com a observador d'accidents de cotxe[11]
- Adam Lew com a observador d'accidents de cotxe[11]
- Jesse Luyten com a Steven[11]
- James Noble com a membre de l'església #5[11]
- Nathan Ottobre com a Daniel's Soldier #2[11]
- John Payne com a membre de l'església #7[11]
- Samantha Pearce com a policia[11]
- Jonty Reason com a afligit #2[11]
- Brian Reberger com a membre de l'església #1[11]
- Peter Richards com a Skinny Hippy[11]
- Phil Roberts com a membre de l'església #4[11]
- Jason Sinclair com a observador d'accidents de cotxe[11]
- Campbell Smith com a observador d'accidents de cotxe[11]
- Clive Sporn com a conductor d'autobús[11]
- Tamzine Sporn com a conductor d'autobús[11]
- Deacon Tapscott com a Elliot[11]
- Callum Turnbull com a Daniel's Soldier #1[11]
- Julie Viney com a Membre del grup bíblic #2[11]

## Producció
El rodatge es va dur a terme a la Shire of Hepburn a Victoria, Austràlia, al novembre i desembre de 2021.

## Estrena
El 2 de març de 2023, es va anunciar que XYZ Films havia adquirit els drets de distribució nord-americans de Godless: The Eastfield Exorcism. El 7 de març de 2023 es va publicar un tràiler oficial de la pel·lícula a YouTube.
Godless: The Eastfield Exorcism es va estrenar a les Filipines el 8 de març de 2023, jugant als teatres SM Cinema. La pel·lícula es va estrenar a l'Overlook Film Festival a Nova Orleans, Louisiana, entre el 30 de març i el 30 d'abril de 2023. Va ser llançat en vídeo sota demanda (VOD) i plataformes digitals a Amèrica del Nord el 6 d'abril de 2023.

## Recepció
A Rotten Tomatoes, la pel·lícula té un índex d'aprovació del 100% basat en sis ressenyes. Natalia Keogan de Filmmaker va elogiar l'actuació de Georgia Eyers i va escriure que: "És interessant veure una pel·lícula de terror, cridar ritus religiosos perillosos en comptes de sensacionalitzar-los, i encara més per a un que és "basat en casos reals" fins a fets tangibles. en lloc d'enfosquir-los per crear una narrativa més convincent." Meagan Navarro de Bloody Disgusting va donar a la pel·lícula una puntuació de dos sobre cinc, criticant la seva narrativa com "despullada de qualsevol cosa fora del seu camí cap a l'exorcisme i la seva pròpia destrucció sonora"; va qualificar la pel·lícula de "efectivament incòmoda", però es va referir a ella com "menys exitosa en els seus intents d'infusionar una pel·lícula de terror de ficció amb un veritable crim."